# Viện Đại học Minh Đức
Viện Đại học Minh Đức là viện đại học tư thục ở Gia Định, hoạt động từ năm 1970 đến năm 1975 dưới chính thể Việt Nam Cộng hòa. Viện đại học này do Giáo hội Công giáo điều hành. Năm 1975, dưới chính quyền mới, Viện Đại học Minh Đức bị giải thể.

## Tên viện đại học
Tên của Viện Đại học Minh Đức được rút từ câu đầu trong sách Đại Học (một trong bốn sách gọi là Tứ thư của Nho giáo): Đại học chi đạo tại minh minh đức... (大學之道在明明德...), nghĩa là: Con đường Đại học cốt ở làm sáng đức sáng.
Tôn chỉ của Viện Đại học Minh Đức là Dân tộc, Hiện đại hóa, và Thực dụng.

## Các trường thành viên
Viện Đại học Minh Đức do Giáo sư Triết học của Viện Đại học Sài Gòn, linh mục Dòng Đa Minh Thiên Phong Bửu Dưỡng và Hội Minh Trí xây dựng từ tháng 9 năm 1970 với năm phân khoa: Kỹ thuật canh nông, Khoa học thực dụng, Kinh tế thương mại, Triết học, và Y khoa. Đây là viện đại học tư thục đầu tiên của Việt Nam có hai phân khoa Y và Kỹ thuật, trong đó chương trình học của phân khoa Y được kết hợp cả Đông y. Đến tháng 12 năm 1972 thì trường chính thức nhận được giấy phép hoạt động dưới tên Viện Đại học Minh Đức. Trường tọa lạc ở số 6 đường Hoàng Hoa Thám, Gia Định. Năm phân khoa đại học trước được tách ra thành:
- Trường Đại học Kỹ thuật Canh nông
- Trường Đại học Khoa học Kỹ thuật (phân khoa Khoa học thực dụng cũ)
- Trường Đại học Kinh thương: 179-181 đường Trần Quốc Toản (sau 1975 là đường 3 Tháng Hai);
- Trường Đại học Nhân văn Nghệ thuật (phân khoa Triết học cũ)
- Trường Đại học Y khoa: số 2 đường Trần Hoàng Quân (tức đường Nguyễn Chí Thanh sau năm 1975).